# Flughafen Santa Bernardina

i7
i11
i13
Der Aeropuerto Internacional Santa Bernardina (IATA-Flughafencode: DZO – ICAO-Flughafencode: SUDU) ist ein Flughafen in Uruguay.
Er liegt im Zentrum Uruguays in unmittelbarer nordöstlicher Nähe der Stadt Durazno, östlich von Santa Bernardina im Departamento Durazno. Neben seiner Nutzung als öffentlicher Flughafen dient er auch militärischen Zwecken. Vor Ort befindet sich die nach Mario Walter Parallada benannte Base Aérea Tte. 2° Mario W. Parallada der Fuerza Aérea Uruguaya. Der Flughafen ist verkehrsinfrastrukturell über die nahe dem Flughafen verlaufende Ruta 5, sowie die Ruta 14 erschlossen.